# Marpesia zerynthia

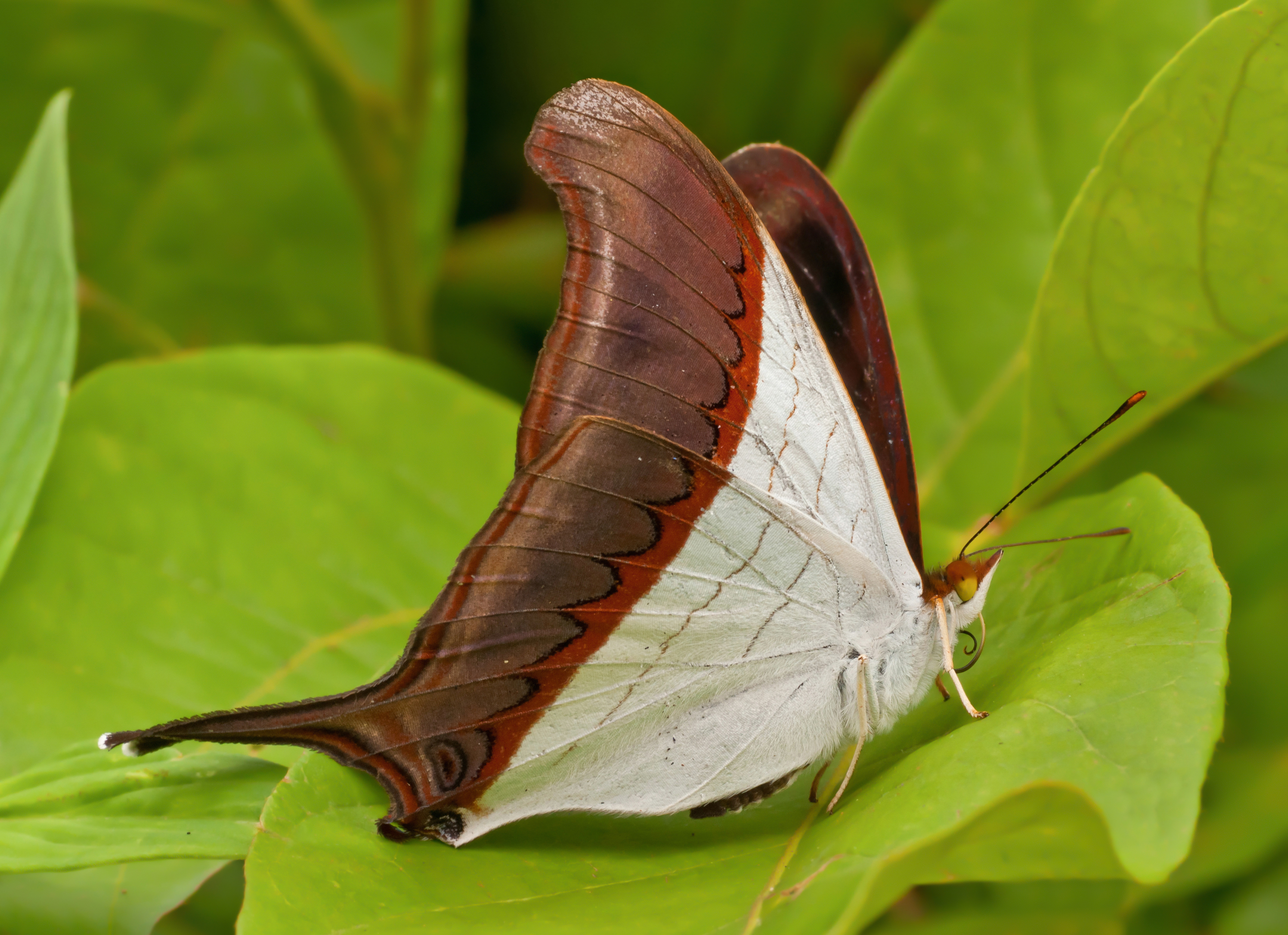
Unterseite

Marpesia zerynthia (Synonym: Marpesia coresia) ist ein in Mittel- und Südamerika vorkommender Schmetterling (Tagfalter) aus der Familie der Edelfalter (Nymphalidae).

## Merkmale

### Falter
Die Flügelspannweite der Falter beträgt 70 bis 81 Millimeter. Ein  Sexualdimorphismus liegt nicht vor, jedoch sind die Weibchen in der Regel größer als die Männchen. Bei beiden Geschlechtern ist die Grundfarbe der Oberseite aller Flügel samtig dunkelbraun. Lediglich der Saum sowie in abgeschwächter Form der Vorderrand und die Basalregion sind rotbraun gefärbt. Die Flügelunterseiten zeigen etwa je zur Hälfte innen eine weiße und außen eine schwarzbraune Farbe. Im englischen Sprachgebrauch wird die Art als Waiter (Kellner) bezeichnet. Die Hinterflügel sind mit einem kurzen sowie einem langen Paar spitzer Schwänze versehen.

### Präimaginalstadien
Die Eier sind gelblich bis rötlich gefärbt, haben die Form eines Kegelstumpfes und sind mit elf Längsrippen sowie weniger ausgeprägten horizontalen Rippen versehen. Kurz vor dem Schlüpfen der Raupen nehmen sie eine schwärzliche Farbe an.
Frisch geschlüpfte Raupen sind zunächst glasig hellgrün gefärbt und haben einen glänzend schwarzen Kopf. Zwischen dem zweiten und vierten Stadium wachsen den Raupen leicht gebogene Hörner am Kopf und sie nehmen eine überwiegend hellbraune Farbe mit einem dunkelbraunen Seitenstreifen an. Auf dem Rücken befinden sich nach ca. einem Drittel der Körperlänge sowie am Analsegment zwei Auswüchse (Scoli), die im fünften Raupenstadium auffällig hervorragen.
Die Puppe ist als Stürzpuppe ausgebildet, hat eine hellgrüne Farbe und eine kantige Form. Der Rücken trägt auf jedem Segment einige kurze Stacheln, in der Mitte ragt ein sehr langer Stachel hervor. Die seitlich ausladenden Flügelscheiden tragen scharfe schwarze Spitzen. Der Kopf zeigt ein Paar kurzer spitzer Hörner. Hinter dem Kopf heben sich zwei kleine schwarze runde Flecke ab.

## Vorkommen und Lebensraum
Marpesia zerynthia kommt in Mittelamerika und Brasilien vor. Einwanderungen wurden auch aus dem Süden von Texas gemeldet. In Peru und Kolumbien  ist die Unterart Marpesia zerynthia dentigera heimisch. Die Art besiedelt sowohl tropische Waldgebiete als auch offenes Gelände. Die Höhenverbreitung liegt zwischen dem Meeresspiegel und 2400 Metern.

## Lebensweise
Die Falter fliegen in Mexiko zwischen Mai und November, in Texas zwischen Juli und Oktober in. Sie saugen Nektar an den Blüten von Kordien- (Cordia) oder Croton-Arten und insbesondere die Männchen nehmen an feuchten Erdstellen oder Exkrementen Flüssigkeit und Mineralstoffe auf. Die Dauer der Entwicklung vom Ei bis zum Falter wurde mit 32 Tagen ermittelt. Die Raupen ernähren sich von den Blättern von Maulbeergewächsen (Moraceae).